# Slepota
Slepôta (strokovno tudi ablepsíja; latinsko caecitas) je prirojeno ali pridobljeno stanje nezadostne vidne zaznave zaradi fizioloških ali nevroloških dejavnikov. Za opis izgube vida in opredelitev slepote se uporabljajo različne lestvice. Izraz slepota se pogosto uporablja za opis hude prizadetosti vida z ostankom vida. Popolna slepota pomeni popolno odsotnost zaznave oblike in vidne svetlobe.

## Vzroki
V svetu je vodilni vzrok slepote siva mrena. Pomemben napovednik za pojav slabovidnosti ali slepote je starost. V starosti najpogostejši vzroki za motnje vida, vključno s slepoto, so starostna daljnovidnost (prezbiopija), siva mrena (katarakta), starostna degeneracija rumene pege, primarni glavkom odprtega zakotja in diabetična retinopatija.
Slepoto lahko povzročijo tudi:
- poškodbe oči (na primer kemijska opeklina)
- prekinitev prekrvljenosti očesa
- zapleti pri operacijah na očesu
- zapleti ob prezgodnjem rojstvu (retinopatija nedonošenčkov)
- optični nevritis
- možganska kap
- nekatere vrste tumorjev (na primer retinoblastom in gliom optičnega živca)
- pigmentozni retinitis

## Epidemiologija
Po ocenah živi po svetu 39 milijonov ljudi s slepoto (in 246 milijonov ljudi z motnjami vida). Okoli 82 % slepih ljudi je starejših od 50 let.